# Tmesisternus canofasciatus
Tmesisternus canofasciatus är en skalbaggsart som först beskrevs av Aurivillius 1927.  Tmesisternus canofasciatus ingår i släktet Tmesisternus och familjen långhorningar.
Artens utbredningsområde är Irian Jaya. Inga underarter finns listade i Catalogue of Life.